# Jacky Chu
Jacky Chu (chino simplificado: 祝 钒 刚, chino tradicional: 祝 钒 刚, pinyin: Zhu Fan Gang, 22 de agosto de 1979, Canadá), es un cantante y actor taiwanés exmiembro del grupo 183 Club. Jacky surgió de un concurso de canato para los Premios Audición Vancouver en 1998 y salió ganador. En ese momento representaba a Vancouver en las Finales Internacionales y terminó primer finalista. Después de terminar la escuela a la que luego se trasladó a Taiwán para continuar su carrera como cantante y firmó un contrato con el sello discográfico Universal Music de Taiwán. Lanzó un disco en solitario titulado "Telling" (告 解) en 2003, sin embargo, el álbum no fue vendido y fue expulsado del sello. En 2005, esta vez firmó con el sello de Warner Music Taiwan y se integró al quinteto de canto masculino, 183 Club.

## Discografía

### Álbumes
- 告解 (November 2002)

## Filmografía

### TV
- TTV/SETTV: The Magicians of Love (2006)
- TTV: The Prince Who Turns Into a Frog (2005)
- Sheng Kong Gao Fei 升空高飛 (2004)
- CTS/SETTV: La robe de Mariee des cieux (2004)

- Datos: Q710457